# بول كثيب
بول كثيب (بالإنجليزية: Paul of Dune)‏ هي رواية خيال علمي كتبها برايان هربرت وكيفن أندرسون، تدور أحداثها في عالم كثيب الذي ألَّفه فرانك هربرت. صدرت في 16 سبتمبر 2008، وهي أول كتاب في سلسلة أبطال كثيب وتروي الأحداث بين رواية فرانك هربرت كثيب (1965) ورواية مسيح كثيب (1969)، وكذلك بين كثيب ورواية برايان هربرت وكيفن أندرسون التمهيدية لها عام 2001، كثيب: آل كورينو.
بعد أحداث Dune، يتولى بول آتريديز السيطرة على كوكب أرَّاكس المهم للغاية وبالتالي الكون بأكمله. تم عزل الإمبراطور الباديشاه السابق شادام الرابع ونفيه، لكنه يخطط للعودة إلى السلطة. يشتعل جهاد الفرمِن باسم بول بينما يتأكد بنفسه من دقة سجل زوجته الأميرة إيرولان لقصة حياته. يسترجع بول ذكرياته عن حرب القتلة التي حدثت في شبابه، قبل انتقال عائلته إلى أرَّاكس في كثيب.

## وصلات خارجية
- Anderson، Kevin J. (سبتمبر 2008). "Paul of Dune — From a Hero to a Tyrant". Tor/Forge Newsletter. مؤرشف من الأصل في 2011-05-20. اطلع عليه بتاريخ 2008-11-30. (بالإنجليزية)